# Myrkskog
Myrkskog — норвежская блэк-дэт-метал-группа, которая прорвалась на метал-сцену Норвегии в 1993 году, однако уже на следующий год опустилась в андеграунд. В 1998 году они сделали популярную в андеграунде демозапись Apocalyptic Psychotica — The Murder Tape, которая открыла им дорогу на Candlelight Records. Дебютный альбом Deathmachine был издан в 2000 году. Тёплая реакция поклонников способствовала изданию второго альбома Superior Massacre (2002).

## Состав

### Текущий состав
- Destructhor — вокал (2001-настоящее время); гитара (1993-настоящее время)
- Secthdamon — гитара, бэк-вокал (1996—1997, 2013-настоящее время); ударные (1996—2013)
- Gortheon — бас-гитара (2001-настоящее время)

### Во время выступлений
- Dominator (Nils Fjellström) — ударные (2013-настоящее время)

### Бывшие участники
- Bjørn Thomas — ударные (1994)
- Lars Petter — ударные (1993—1994)
- Anders Eek — ударные (1996—1997)
- Master V — вокал, бас-гитара (1993—2001)
- Savant M — гитара (1998—2001)

## Дискография
- Ode til Norge — (1995, demo)
- Apocalyptic Psychotica — The Murder Tape — (1998, demo)
- Deathmachine — (2000, Candlelight Records)[2][4]
- Superior Massacre — (2002, Candlelight Records)[5] 9/10[6][7]